# BMW серија 02
BMW серија 02 је серија компактних ексклузивних аутомобила произведених од стране немачког произвођача аутомобила BMW између 1966. и 1977. године, заснована на скраћеној верзији лимузине нове класе.
Прва серија 02 модела 1600-2 (касније преименована у 1602) произведена је 1966. године. Године 1975, серија 02 замењена је серијом Е21 (осим модела 1502 који је трајао до 1977).
Тип 114 је ознака за моделе од 1502 до 1802, Е6 се односио на хечбек, односно на „туринг” верзију, Е10 је био 2002 и ти, а Е20 је била ознака за 2002 турбо.

## Преглед
Модел 1600-2, као први BMW серије 02, био је почетни ниво и био је мањи, јефтинији и лошије именован од нове класе лимузине на којој је био заснован. Директор BMW-а за дизајн Вилхелм Хофмајстер, додeлио је пројект са двоја врата особљу дизајнерима Георгу Бертраму и Манфреду Ренену. Краћа дужина од 23 цм (4,1 инча) и међуосовинско растојање и лакша лимузина с двоја врата учинили су га погоднијом од оригиналне лимузине нове класе за спортске апликације. Као резултат тога, лимузина са двоја врата постала је основа спортске серије 02.
Почевши од 1968. године, Karosserie Baur је изградио кабриолет заснован на телу 02. Хeчбек, назван туринг модел, развијен је из тела 02, који је доступан од 1971. Само 25.827 туринг модела је продато, па су модели укинути 1974. године.
На салону аутомобила у Паризу 1969. године, BMW је представио фастбек 2002 ГТ4 концептни аутомобил. Овај модел никада није достигао производњу.

## 1600 / 1602
1600-2 ("-2" што значи "2-врата") дебитовао је на сајму аутомобила у Женеви марта 1966. године и продаван је до 1975. године, а ознака је поједностављена на "1602" 1971. године. Мотор 1.6 Л М10 је произвео 63 kW (84 КС) на 5.700 о / мин и 130 Нм на 3.500 о / мин. Године 1968, магазин Road & Track је прогласио модел 1600 за 2676 долара "одличним аутомобилом за ту цену".
Верзија високих перформанси, 1600 ТИ, представљена је у септембру 1967. године. Са мером компресије од 9,5: 1 и двоструким системом распршивања карбуратора Solex PHH од 1800 ТИ, 1600 ТИ је произвео 82 kW (110 КС) на 6.000 рпм. Маса празног возила за 1600 ТИ износи 960 кг.
1600 ТИ није продаван у Сједињеним Aмеричким Државама, јер није испунио њихове стандарде емисије.
У септембру 1967. године уведен је и кабриолет са ограниченом продукцијом, који ће Баур производити од 1967. до 1971. године. Модел хечбек 1600 туринг представљен је 1971. године, али је прекинут 1972. године.

## 2002
Хелмут Вернер Бенш, BMW-ов директор за планирање производа, и Алек фон Фалкенхаузен, дизајнер мотора М10, сваки је имао дволитарски мотор инсталиран у 1600-2 за своје особне потребе. Када су схватили да су обоје направили исту модификацију својих аутомобила, припремили су заједнички предлог за BMW-ов одбор да произведу верзију модела 1600-2. Истовремено, амерички увозник Макс Хофман тражио је од BMW-а спортску верзију серије 02 која би се могла продавати у Сједињеним Државама.
По већим моделима купеа и лимузина са 4 врата, 2.0 мотор је продат у два стања: основни један-карбуратор 2002 који производи 75 kW (101 КС) и дупли-карбуратор високе компресије 2002 ти производи 89 kW (119 КС). 2002 Аутоматик, са основним мотором и ЗФ 3ХП12 тробрзинским аутоматским мењачем, постао је доступан 1969. године.
Године 1971, Баур кабриолет је пребачен са 1.6 Л мотора на 2.0 Л мотор да би постао 2002 кабриолет, верзија туринг серије 02 постала је доступна са свим величинама мотора доступних у 02 серији у то време и 2002 тии уведен је као замена за 2002 ти. 2002 тии користи мотор са убризгавањем горива од 97 kW (130 КС), што је резултирало максималном брзином од 185 km/h. Модел 2002 тии туринг био је доступан током читавог трајања тии мотора и туринг каросерије, а оба су завршила производњу 1974. године.
Турбо 2002 је лансиран на Франкфуртском сајму аутомобила 1973. године. Ово је био BMW-ов први турбо производни аутомобил. Он је произвео 127 kW (170 КС) на 5.800 обртаја у минути, са обртним моментом од 240 Нм. 2002 турбо је користио 2002 тии мотор са ККК турбопуњачем и мером компресије 6,9: 1 како би се спречило куцање мотора. Коришћено је Kugelfischer механичко убризгавање горива, са интегрисаном функцијом појачања. Турбо 2002 уведен је непосредно пре нафтне кризе 1973. године, тако да је изграђено само 1.672 примерка.

## 1802
1802 је представљен 1971. године и доступан је са оригиналном лимузином са двоја врата или туринг хечбеком са троја врата који је представљен те године. Производња модела туринг настављена је до 1974. године, а серија 1802 завршава производњу наредне године.

## 1502
1502 економски модел са запремином мотора од 1573 ccm, уведен је 1975. године. Овај мотор је имао нижу меру компресије од 8,0: 1, па се може користити стандардни октански бензин. Док је остатак серије 02 замењен 1975. серијом Е21 3, 1502 је настављен до 1977. године.

## Године измене модела

### 1971 фејслифт
Године 1971, серија 02 је добила фејслифт. Хeчбек са троја врата „туринг” каросерије и модел 1802 уведени су као део фејслифта, а 2002 ти је замењен са 2002 тии. Остале промене укључивале су обмотане бранике за све моделе, склоп са два дела и нова седишта.

### 1973
Промене спољашње опреме, укључујући и ревидирана светла (осим за туринг моделе и у Сједињеним Америчким Државама, која су одржавала округла задња светла, амерички модели су добили ревизију за моделску годину 1974), решетку и бубреге.

### 1975
1502 је представљен као основни модел.

## Специјални модели

### 2002ti Diana
Како би прославили брак возача Хуберта Ханеа са Дајаном Кернер, дванаест прилагођених 2002 ти модела је направљено са променама, укључујући два предња светла (од 2800 ЦС), кожни интеријер и италијанске алуминијумске точкове. Сваки од дванаест аутомобила је био обојен другачијом бојом. Постоје само четири познате преостала 2002 ti Diana аутомобила.

### 1602Elektro
За Олимпијске игре 1972. године, BMW је развио концептно возило "1602 Електро" са електричним погоном. Произведена су два возила, која су служила као помоћно возило дугих пешака и маратонаца током игара. Паковање од 350 кг од дванаест оловних батерија (смештених испод хаубе) дало је домет од приближно 30 km (19 mi).

## Подаци о производњи
| Модел                    | Јединице |
| ------------------------ | -------- |
| 02 серија (1966-76)      | 137.882  |
| 2002 турбо (1973−74)     | 1.672    |
| Баур кабриолет (1967−75) | 4.210    |

## Мотоспорт
BMW 2002 се такмичио у Trans-Am Series под класом од два литра, мада није имао успеха јер су у класи доминирали Алфа Ромео, Порше и Датсун. У златном добу Транс-Ам (1966–1972), BMW је освојио само две победе у тркама (Брајар и Бриџхамптон 1970).
Ханс Стак и Kлеменс Шикентанц победили су у 24 сата Нирбургринга 1970. године.
BMW 2002 користе професионални дрифтери, иако са већим снажнијим моторима који долазе из модернијих BMW аутомобила.